# Rhachiberothidae
Rhachiberothidae (лат.) — семейство крылатых насекомых из отряда сетчатокрылых (Neuroptera).

## Описание
Реликтовая группа сетчатокрылых, внешне напоминающая беротид (Berothidae), а своими хватательными передними конечностями сходная с мантиспидами (Mantispidae). Семейство Rhachiberothidae сегодня состоит из более 20 современных видов, обитающих к югу от Сахары и множества ископаемых видов из мела и эоцена (янтари из Бирмы, Великобритании, Канады, Ливана, США, Франции). Значительное число ископаемых видов в янтаре говорит о том, что около 145—125 млн лет назад семейство имело более широкое распространение.

## Систематика
Близки к Mantispidae и Berothidae (представители Rhachiberothidae ранее включались в состав Berothidae). В 2008 году Энджел и Гримальди включили Rhachiberothidae в надсемейство Mantispiodea Leach, 1815 вместе с семействами Berothidae, Dilaridae, Mantispidae, Mesoberothidae, Coniopterygidae, Hemerobiidae, Sisyridae. В 2010 году включены в состав семейства беротиды в качестве его подсемейства Paraberothinae. Однако позднее (2018) снова получили статус отдельного семейства.
В 2020 году в семейство Rhachiberothidae из беротид окончательно перенесли вымершее подсемейство Paraberothinae.

### Классификация
- Hoelzeliella Aspöck & Aspöck, 1997 — 1 вид
- Mucroberotha Tjeder, 1959 — 7 видов[1]
- † Oisea Nel et al., 2005
- Rhachiberotha Tjeder, 1959 — 5 видов[1]
- † Whalfera Whalley, 1983
- † Подсемейство Paraberothinae Nel et al., 2005[5]

- † Acanthoberotha Nakamine et al., 2020
- † Albertoberotha McKellar & Engel, 2009
- † Alboberotha Nel et al., 2005
- † Astioberotha Nakamine et al., 2020
- † Chimerhachiberotha Nel et al., 2005
- † Creagroparaberotha Makarkin, 2015
- † Eorhachiberotha Engel, 2004
- † Kujiberotha Nakamine & Yamamoto, 2018
- † Micromantispa Shi et al., 2015
- † Paraberotha Whalley, 1980
- † Raptorapax Petrulevicius et al., 2010
- † Retinoberotha Schlüter, 1978
- † Rhachibermissa Grimaldi, 2000
- † Scoloberotha Engel & Grimaldi, 2008
- † Spinoberotha Nel et al., 2005
- † Stygioberotha Nakamine et al., 2020
- † Uranoberotha Nakamine et al., 2020

- Подсемейство Symphrasinae (или в Mantispidae) было выделено в 1909 году (Navás 1909) как триба Symphrasini в семействе Mantispidae. Новый Свет. Известно около 60 видов. 3 современных рода и 6 ископаемых из бирманского янтаря[7][8].

- Anchieta Navás, 1909 — 8 видов
- † Archaeosymphrasis Shi et al., 2019
- † Habrosymphrasis Shi et al., 2019
- † Parasymphrasites Lu et al., 2020
- † Haplosymphrasites Lu et al., 2020
- † Parvosymphrasites Li et al., 2023
- Plega Navás, 1928 — 17 видов
- † Proplega Li et al., 2023
- Trichoscelia Westwood, 1852 — 17 видов